# Amedeo Biavati
Amedeo Biavati, född 4 april 1915, död 22 april 1979, var en italiensk fotbollsspelare. Han tillbringade merparten av sin karriär i hemstadens Bologna FC. Han var med och vann Italiens andra VM-guld 1938.